# Permeabilitás
A permeabilitás, mágneses permeabilitás vagy abszolút permeabilitás a B mágneses indukciót és a H mágneses térerősséget összekötő arányossági tényező. Jele: a görög µ (ejtsd: mű), mértékegysége a henry/méter, 1 H/m = 1 V•s/A•m.
{\displaystyle \mathbf {B} =\mu \cdot \mathbf {H} }
ahol µ általában egy komplex másodrendű tenzor, a közegre jellemző mennyiség. Homogén, izotróp közegben, időben nem – vagy csak lassan – változó terek esetén a permeabilitás egy valós szám, amely a mágneses indukció és térerősség abszolút értékének hányadosaként írható:
{\displaystyle \mu ={B \over H}}
Neve a latin permeare „átengedni” szóból származik. A közeg mágneses teret „áteresztő képességének” foghatjuk fel, minél nagyobb ugyanis az értéke, az adott áram hatására mindig ugyanakkora mágneses térerősség mellett a mágneses tér mozgatóerejét valójában jellemző mágneses indukció annál nagyobb benne.

## A vákuum permeabilitása és a relatív permeabilitás
A permeabilitás két tényező szorzatára bontható:
{\displaystyle \mu ={\mu _{o}\cdot \mu _{r}}},
ahol a vákuum permeabilitása vagy másképpen mágneses konstans:
{\displaystyle \mu _{0}={4\pi \cdot 10^{-7}}\mathrm {\left[{H \over m}\right]} }, másképpen {\displaystyle \mu _{0}={4\pi \cdot 10^{-7}\mathrm {\left[{Vs \over Am}\right]} }}
a mágnesesség területén alapvető fontosságú állandó, a µr relatív permeabilitás pedig a közeg relatív permeabilitása, dimenzió nélküli szám, amely megmutatja, hogy a mágneses indukció hányszor lesz nagyobb, ha a teret vákuum helyett valamilyen anyag tölti ki. Vákuum esetén µr = 1.
Különböző közegekben az elektromágneses sugárzás terjedési sebessége, a fázissebesség különbözik, de a nagyságát a közeg relatív permittivitása ε és permeabilitása µ egyértelműen meghatározzák:
{\displaystyle c={\frac {1}{\sqrt {\varepsilon \mu }}}}

## Az anyagok mágneses viselkedésének típusai
Az anyagok a mágneses térrel szembeni viselkedésük szerint három csoportra oszthatók.

### Ferromágneses anyagok
A Ferromágneses anyagok relatív permeabilitása változó, de egynél sokkal nagyobb (µr >> 1). A permeabilitásuk sok tényezőtől függ, például a hőmérséklettől, a külső mágneses tér erősségétől, és a mágneses telítettségüktől. Egy bizonyos hőmérséklet, a Curie-pont fölött elveszítik ferromágnesességüket. Állandó mágnes készíthető belőlük, mivel a külső mágneses tér megszűnése után is mágnesesek maradnak. Ezeket az anyagokat a mágnes mindkét pólusa vonzza. A ferromágneses anyagokban az elektronok spinje külső mágneses tér hiányában is rendeződik, egységes mágnesezettségű tartományok, domének alakulnak ki. Külső mágneses tér hatására a domének átrendeződnek: a mágneses térrel egyezően mágnesezett domének megnőnek, az ellentétes irányúak összeszűkülnek. A telítési tartományban az összes domén a külső mágneses tér irányába fordul.

### Paramágneses anyagok
A Paramágneses anyagok relatív permeabilitása egynél egy kicsit nagyobb (µr >~ 1). Mágneses térben kis mértékben magukhoz vonzzák az erővonalakat, enyhén növelik az indukció erősségét. A mágnes mindkét pólusa vonzza őket egy kicsit. A paramágneses anyagokban az atomok egy vegyértékűek.

### Diamágneses anyagok
A Diamágneses anyagok relatív permeabilitása egynél kisebb (µr < 1). Mágneses térben kiszorítják magukból az erővonalakat, csökkentik az indukció erősségét. Ezeket az anyagokat a mágnes mindkét pólusa, és az inhomogén mágneses tér kis mértékben taszítja. A legerősebb diamágnesek a szupravezetők, amelyeknek nulla értékű a permeabilitása. A diamágneses viselkedést az atomok két szabad vegyértéke okozza. A nemfémek jellemzően diamágnesesek.

## Anyagok relatív permeabilitása
| Csoport               | Anyag               | µr          |
| --------------------- | ------------------- | ----------- |
| Ferromágneses anyagok | Kobalt              | 100-400     |
| Ferromágneses anyagok | Nikkel              | 200-500     |
| Ferromágneses anyagok | Vas                 | 300-6000    |
| Ferromágneses anyagok | Permalloy ötvözetek | 5000-300000 |
| Paramágneses anyagok  |                     |             |
| Platina               | 1,0000004           |             |
| Alumínium             | 1,0000043           |             |
| Mangán                | 1,0004              |             |
| Diamágneses anyagok   |                     |             |
| Arany                 | 0,99997             |             |
| Ezüst                 | 0,999975            |             |
| Kén                   | 0,99998             |             |
| Réz                   | 0,99999             |             |
| Víz                   | 0,9999901           |             |

## Komplex permeabilitás
Gyorsan változó terek esetén a permeabilitás komplex mennyiséggé válik. A periodikusan váltakozó mágneses térben az anyag mágneses mezőjének változása késve követi a külső mágneses tér változását:
{\displaystyle H=H_{0}e^{j\omega t}\qquad B=B_{0}e^{j\left(\omega t-\delta \right)}}
ahol {\displaystyle \delta } B késedelmi szöge H-hoz képest.
Innen a permeabilitás:
{\displaystyle \mu ={\frac {B}{H}}={\frac {B_{0}e^{j\left(\omega t-\delta \right)}}{H_{0}e^{j\omega t}}}={\frac {B_{0}}{H_{0}}}e^{-j\delta }},
komplex függvény, aminek valós része a valós permeabilitás, komplex része pedig a késedelemből adódó veszteségeket írja le. A veszteség egyszerűbben mérhető a veszteségi tangenssel:
{\displaystyle \mathrm {tg} \delta ={\frac {\mu ^{\prime \prime }}{\mu ^{\prime }}}},
A komplex permeabilitás Euler-formulával:
{\displaystyle \mu ={\frac {B_{0}}{H_{0}}}\cos \delta -j{\frac {B_{0}}{H_{0}}}\sin \delta =\mu ^{\prime }-j\mu ^{\prime \prime }}.

## Permeabilitás tenzor
Anizotróp terek esetén a permeabilitás tenzormennyiséggé válik.